# Enrico Bassano
Enrico Bassano (Genova, 1899 – Genova, 1979) è stato un commediografo, critico teatrale e giornalista italiano.

## Biografia
Enrico Bassano nacque a Genova nel 1899.
Indirizzato dal padre, agente di borsa, alla scuola superiore di commercio, dopo aver partecipato alla prima guerra mondiale, Enrico Bassano entrò a Il Secolo XIX, dapprima come vice del critico teatrale e musicista Carlo Panseri (1881-1944) e successivamente come titolare.
Fu profondo conoscitore e stimato critico del mondo dei circhi anche equestri, una grande passione passata integralmente anche a sua figlia, Serena, attrice teatrale e cinematografica.
Come drammaturgo esordì con un atto, intitolato Le lenticchie (1927), scelto dall'attore e regista teatrale Virgilio Talli per il Teatro Arcimboldi di Milano.
Seguirono Un uomo sull'acqua (1937); È passato qualcuno (1937); Sole per due (1939); I ragazzi mangiano i fiori (1941); La grande nave (1949); Uno cantava per tutti (1949); Come un ladro di notte (1953); Il pellicano ribelle (1953), rappresentata con successo dalla compagnia di Renzo Ricci e basata sulle difficoltà relazionali di una famiglia che dopo la morte della madre non riesce a tenere uniti e amorevoli il padre con i figli; Un istante prima (1959); Vento d'agosto (1961); La bela Rosin (in collaborazione con D. G. Martini, 1961); La tua carne (1965); molti atti unici, radiodrammi, libretti e alcuni volumi di racconti.
Bassano era amico del grande attore teatrale genovese Gilberto Govi che portò sulle scene la sua commedia in tre atti, (1960) "Il porto di casa mia" rappresentazione che riguarda un comandante in pensione. Come testimonianza del rapporto esistente fra i due,  resta, fortunatamente conservato, un filmato del 1961 (scovato negli archivi Rai durante la preparazione di "Tutto Govi") nella quale è protagonista Govi stesso mentre conversa liberamente (oggigiorno si direbbe in diretta) in una cucina professionale sulla preparazione del "pranzo di natale", discutendo anche, simpaticamente, di antipasti, brodo, lüganega usando termini in genovese (definita "lingua genovese") e l'italiano ("dialetto italiano") con uno chef in piena attività. Il video è inserito nella quarta puntata.
Lavorò anche nel mondo cinematografico come sceneggiatore, mettendosi in evidenza con il film Ritrovarsi all'alba (1954), diretto da Adolfo Pizzi (1914-1956) e interpretato da Franca Marzi e Philippe Hersent. Il film è incentrato sulle vicende di un ingegnere e di sua moglie, che sentendosi trascurata dal marito riallaccia una relazione con un suo vecchio amico, che però nel frattempo si è avvicinato alla malavita. La donna finisce per avere problemi con la polizia e con il marito. Quest'ultimo poco dopo si trova prigioniero in una miniera e, uscitone illeso, ritrova la moglie pentita e ricca di buoni sentimenti.
Enrico Bassano morì a Genova nel 1979.

## Opere
- Le lenticchie (1927);
- Un uomo sull'acqua (1937);
- È passato qualcuno (1937);
- Sole per due (1939);
- I ragazzi mangiano i fiori (1941);
- La grande nave (1949);
- Uno cantava per tutti (1949);
- La bisbetica sognata (1950)
- Come un ladro di notte (1953);
- Il pellicano ribelle (1953);
- Un istante prima (1959);
- Vento d'agosto (1961);
- La bela Rosin (in collaborazione con D. G. Martini, 1961);
- La tua carne (1965).